# 채층

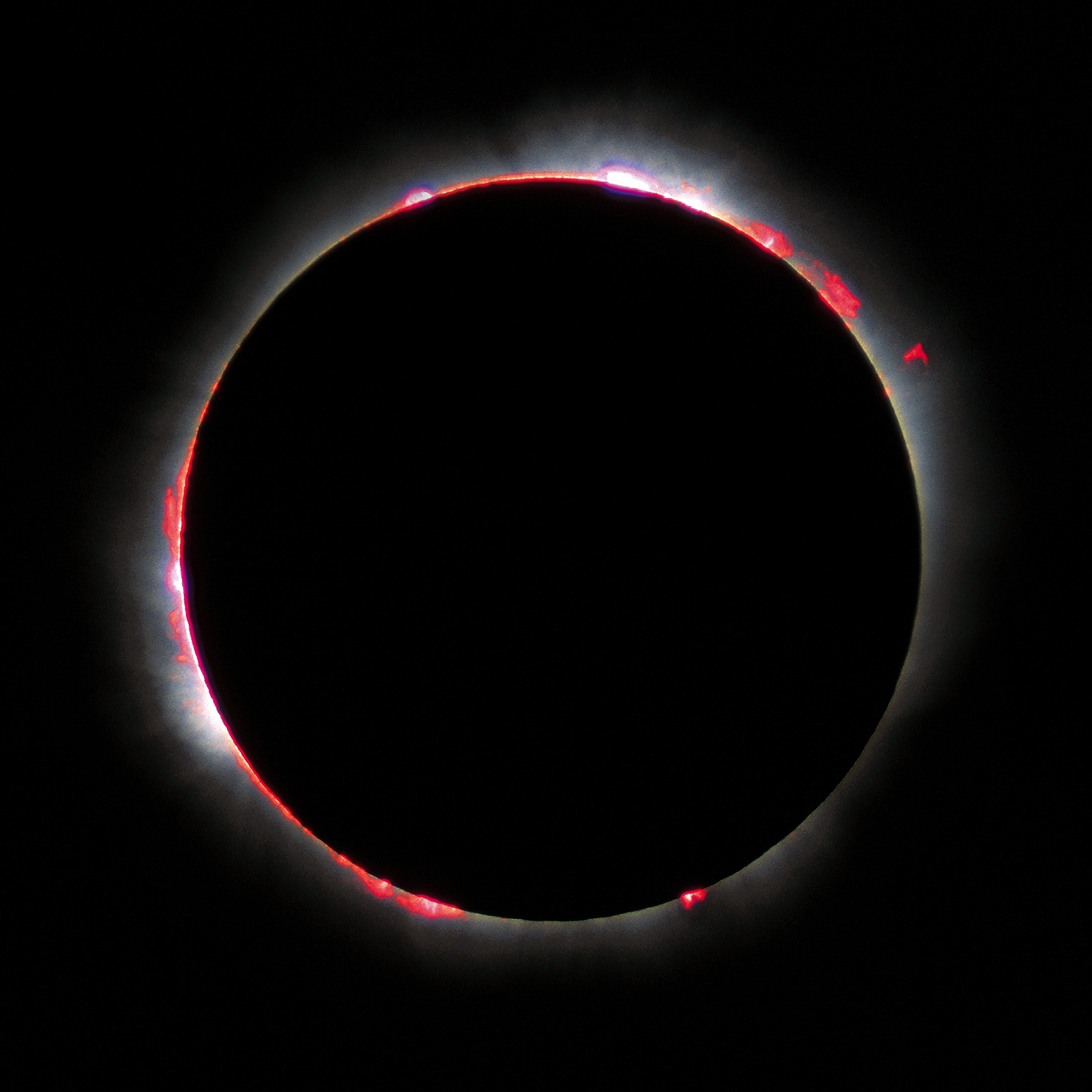
1999년 8월 11일 개기일식 때의 모습. 붉은 것이 채층이다.

채층(彩層, 영어: chromosphere)은 태양 대기를 크게 세 층으로 나누었을 때 그 중 두 번째 층이다. 대략 깊이 3,000 킬로미터에서 5,000 킬로미터에 해당한다. 채층은 광구의 위층이며, 천이영역을 사이에 두고 코로나의 아래층이다. 선홍색을 띠지만 평소에는 그 아래층인 광구가 너무 밝아서 보이지 않는다. 채층은 균질층이며, 머리카락 모양의 스피큘이 삐죽삐죽 치솟아 있다. 개중에는 위층의 코로나까지 10,000 킬로미터 높이로 치솟는 스피큘도 있다.
채층의 밀도는 광구의 1만 분의 1, 지구대기의 1000만 분의 1에 불과하여 매우 희박하다. 때문에 평소에는 거의 보이지 않으며, 개기일식 때만 코로나와 함께 모습이 드러난다. 그 이외의 경우에는 채층은 특수장비 없이 관측할 수 없다. 광구의 빛이 채층을 압도하기 때문이다.
채층의 밀도는 태양중심에서 멀어질수록 감소한다. 가장 아래에서는 2×10−4 kg/m3, 가장 위에서는 1.6×10−11 kg/m3 정도의 밀도를 갖는다. 온도는 가장 아래에서 약 6,000 켈빈, 위로 올라가면서 약 3,800 켈빈까지 떨어졌다가 코로나와 만나는 천이영역에서 35,000 켈빈까지 치솟는다.
태양 외에 다른 항성에서도 채층이 관측된 바 있다. 채층은 언제나 어려운 탐구의 대상이었고 앞으로도 그럴 것 같다. 그러나 여러 가지 흥미로운 의문점이 도사리고 있어 전자기 스펙트럼의 도움을 받은 관측이 시도된다.

## 개요
광구에서 바깥쪽은 높이와 더불어 온도가 내려가서, 고도 약 500km에서 최저인 4,500°C가 되며, 그보다 밖에서는 다시 온도가 높아진다. 이 최저온도 층의 바깥쪽 수천 km의 범위를 채층이라 부르고 있다. 채층은 균일한 층이 아니고, 침상체(針狀體)라고 불리는 수직으로 뻗은 많은 바늘처럼 생긴 것의 집합이다. 개개의 침상체는 지름이 수백km이고, 약 20km／sec의 속도로 상승하거나 하강하며, 개개의 수명은 몇 분이다. 태양의 가장자리를 관측하면, 광구에서 5,000km 이상의 높이에서는 개개의 침상체가 분리하여 보이지만, 그보다 하층에서는 빽빽하게 겹쳐져 있다. 침상체의 내부는 1만도 가량의 온도로 밀도가 높으나, 그 주위는 밀도가 낮은 고온(100만도)의 이른바 코로나로 되어 있다고 생각되고 있다. 채층에서 방사되는 가시광(可視光)은 광구에서 나오는 빛에 비해서 약하기 때문에 광구면 상에서는 관측하기가 어려우므로 개기일식(皆旣日蝕) 때에 태양의 가장자리에서 관측된다. 이 때 얻어지는 스펙트럼이 '섬광 스펙트럼'이라고 불리는 것으로, 채층의 가스에 특유한 휘선(輝線)이 보인다. 그러나 광구 면에서도 강한 프라운호퍼선(Fraunhofer線)을 사용하면 채층을 관측할 수가 있다. 최근에는 기구(氣球) 또는 로켓을 사용하여 적외선 영역에서 채층의 관측이 이루어지고 있다.

## 채층과 광구의 비교
광구에서는 흡수선이 나타나지만, 채층에서는 방출선이 나타난다. 특히 가장 강력한 방출선이 수소 원자의 전자가 {\displaystyle n=3\longrightarrow n=2}천이를 하면서 방출하는 발머계열의 H α 선이다. 이 선의 파장이 6563 옹스트롬으로 가시광 대역상 붉은색에 해당한다. 그래서 채층은 붉은색을 띤다.
채층의 분광을 분석해 보면, 채층에서는 위로 올라갈수록 온도가 높아진다는 것을 알 수 있다. 광구 최상층의 온도는 4,400 켈빈인데, 그보다 2,000 킬로미터 높은 채층 최상층의 온도는 25,000 켈빈이다. 광구에서는 태양중심으로부터 거리가 멀어질수록 온도가 떨어지는 것과 반대다. 열역학적으로 광구의 온도변화는 자연스럽지만 채층의 온도변화는 자연스럽지 못하다.
어째서 채층에서는 태양중심에서 멀어질수록 온도가 높아지는 현상이 발생하는지 그 이유에 관해서는 아직 제대로 이해가 정립되어 있지 않다. 다만 자기 재결합을 통해 일부분 또는 전체적으로 설명될 수 있으리라 짐작되고 있다.

## 채층의 특징
태양의 얇은 대기층이다. 일반적으로 붉은 색이고 일식 때 그나마 볼 수 있다.

## 외계항성의 채층
윌슨산 천문대의 S-index에서 외계항성의 채층 활동을 분광측정하는 연구를 하고 있다.

## 같이 보기
- 모레톤파